# Eternal Pyre
Albums de Slayer
God Hates Us All
(2001) Christ Illusion
(2006)
Eternal Pyre est un maxi de Slayer sorti en 2006, précédant la sortie de l'album Christ Illusion.
Le maxi comporte un seul titre : Cult ainsi que deux vidéos : War Ensemble, extrait d'un concert donné en Allemagne le 1er juillet 2005 ainsi qu'un reportage dans les studios du groupe datant de Mars 2006.
À sa sortie, le maxi était vendu au nombre de 5 000 unités aux États-Unis. Ceux-ci furent vendus en un après-midi. Il a depuis été réédité.

## Composition
- Tom Araya - Chant / Basse
- Jeff Hanneman - Guitare
- Kerry King - Guitare
- Dave Lombardo - Batterie